# JE Motorsport
JE Motorsport fue una escudería de automovilismo de velocidad, creada en Argentina en el año 2008. Fundada en la localidad de Humboldt (cercana a Rafaela, Santa Fe) y dirigida por Javier Pagliaroli, esta escudería participó a lo largo de su trayectoria en la categoría Top Race Junior, de la cual consiguió proclamarse campeona en el año 2010, al obtener la Copa América 2010 de la mano de su piloto Humberto Krujoski.
Tras la obtención de este título, el equipo concretó su desembarco en la divisional TRV6 con su piloto Humberto Krujoski, al volante de un Volkswagen Passat V. Al mismo tiempo, mantuvo su presencia en la divisional Junior poniendo en pista hasta tres unidades por carrera. Sin embargo, a mitad de torneo se produjo la desvinculación de Krujoski como piloto del TRV6, mientras que en el TR Junior se produjo un continuo recambio de pilotos en cada carrera, sin lograr ninguno de ellos regularidad durante el transcurso del campeonato.
Tras haber finalizado la temporada 2011, el JE Motorsport se retiró del escenario nacional con el saldo obtenido únicamente la Copa América 2010 en la divisional Junior.

## Cronología

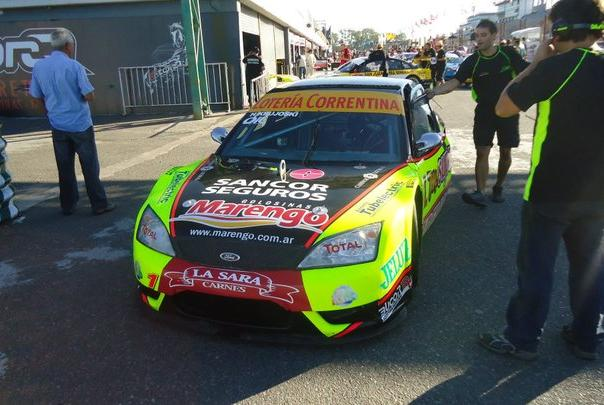
Ford Mondeo del JE Motorsport, campeón Copa América 2010 de Top Race Junior

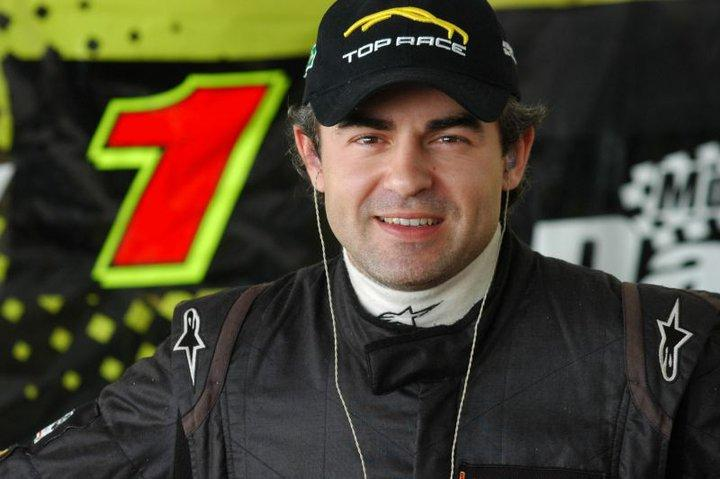
Humberto Krujoski, campeón Copa América 2010

- 2008: Se funda la escudería JE Motorsports, como emprendimiento de la familia Pagliaroli de la Provincia de Santa Fe, para incursionar en el automovilismo a nivel nacional. En sus primeros años, la escudería cuenta con la colaboración del preparador Claudio Pfening, quien se desempeña como Director Técnico en el equipo. La escudería debuta en la categoría Top Race Junior,poniendo en pista dos unidades Ford Mondeo II, las cuales le son confiadas a los pilotos Nicolás González y Alexis Finós. La escudería cierra el año con una buena performance, y obteniendo su primer triunfo en la categoría de la mano de González, quien finalizaría el año en tercera posición.[2]

- 2009: La escudería vuelve a apostar a González, tras las actuaciones realizadas el año anterior, donde obtuvo dos victorias consecutivas y culminó en tercer lugar con 106 unidades. Sin embargo, luego de esta competencia, González se retiraría del equipo, dejando su vacante al santiagueño Marcos Vázquez. A su lado, permanecería Alexis Finós quien ya venía compitiendo desde el año anterior. Este año, la alineación se renueva con la incursión del piloto internacional Adrián Hang, quien debutaba en las últimas fechas de la categoría menor. A finales de temporada, el equipo ficha para las dos últimas fechas a su futuro piloto estrella: Humberto Krujoski.[3]

- 2010: Por primera vez, la categoría Top Race realiza dos torneos en un año. En el primer semestre, se instaura la Copa América 2010 en homenaje a la señal televisiva América TV, nuevo socio de la categoría. El equipo vuelve a depositar su confianza en el correntino Krujoski, convocando además a los pilotos Alan Resanovich (con un bicampeonato en categorías zonales de la Provincia del Chaco como antecedente) y Joel Gassmann (joven piloto entrerriano).[4] En este semestre, la escudería obtendría su primer título a nivel nacional, de la mano de Krujoski al quedarse con la Copa América.

Mientras que en el segundo semestre, se pretendió realizar el primer torneo largo de Top Race, abarcando el segundo semestre de 2010 y toda la temporada 2011, sin embargo, la decisión de la categoría de cambiar su fiscalizador tuvo como respuesta la suspensión de dicho torneo y la creación de la Temporada 2011 de Top Race, dando al último semestre de 2010 el título de Torneo Clausura 2010 de Top Race. En este torneo, la escudería renovó su alineación con los retornos de Alexis Finós y de Marcelo Julián, sumándose más tarde, el piloto Marcelo Vicente. En cuanto a la pelea por el título, nuevamente Humberto Krujoski sobresaldría en la escudería, cerrando el torneo en el sexto lugar.
- 2011: Para el año 2011, la escudería JE prepara su debut en la divisional TRV6, poniendo en pista un Volkswagen Passat V para su piloto Humberto Krujoski. A su vez, en el Top Race Series continuarán trabajando con sus unidades Ford Mondeo II, junto a sus nuevos pilotos Sebastián Martínez y Sebastián Pereyra. El 21 de marzo de ese año, el equipo incorpora a su plantel al piloto Leonardo Palotini, proveniente del equipo Azar Motorsport y a quien se le confiaría el Mondeo con el cual Krujoski se consagraría campeón en 2010. Finalmente, Palotini se desvincula a la fecha siguiente del equipo, formando una estructura aparte, siendo convocado en su reemplazo el piloto Mauricio Chiaverano.

## Otros pilotos que corrieron para el equipo
- Nicolás González
- Marcos Vázquez
- Adrián Hang
- Alan Resanovich
- Joel Gassmann
- Alexis Finós
- Marcelo Julián

## Palmarés
| Título  | Categoría       | Piloto            | Automóvil      | Temporada         |
| ------- | --------------- | ----------------- | -------------- | ----------------- |
| Campeón | Top Race Junior | Humberto Krujoski | Ford Mondeo II | Copa América 2010 |